# Vladimir Cvetković
Vladimir Cvetković (cirílico sérvio:Владимир Цветковић) (Loznica (Mačva), 24 de maio de 1941) é um ex-basquetebolista sérvio que integrou a Seleção Iugoslava que conquistou a medalha de prata nos XIX Jogos Olímpicos de Verão realizados na Cidade do México em 1968. Também conquistou duas medalhas de prata em Campeonatos Mundiais em 1963 e 1967.
É pai de Rastko Cvetković que atuou pelo Denver Nuggets na temporada 1995-96.